# Wernburg
Wernburg è un comune di 602 abitanti della Turingia, in Germania.
Appartiene al circondario (Landkreis) del Saale-Orla-Kreis (targa SOK) ed è parte della comunità amministrativa (Verwaltungsgemeinschaft) di Oppurg.

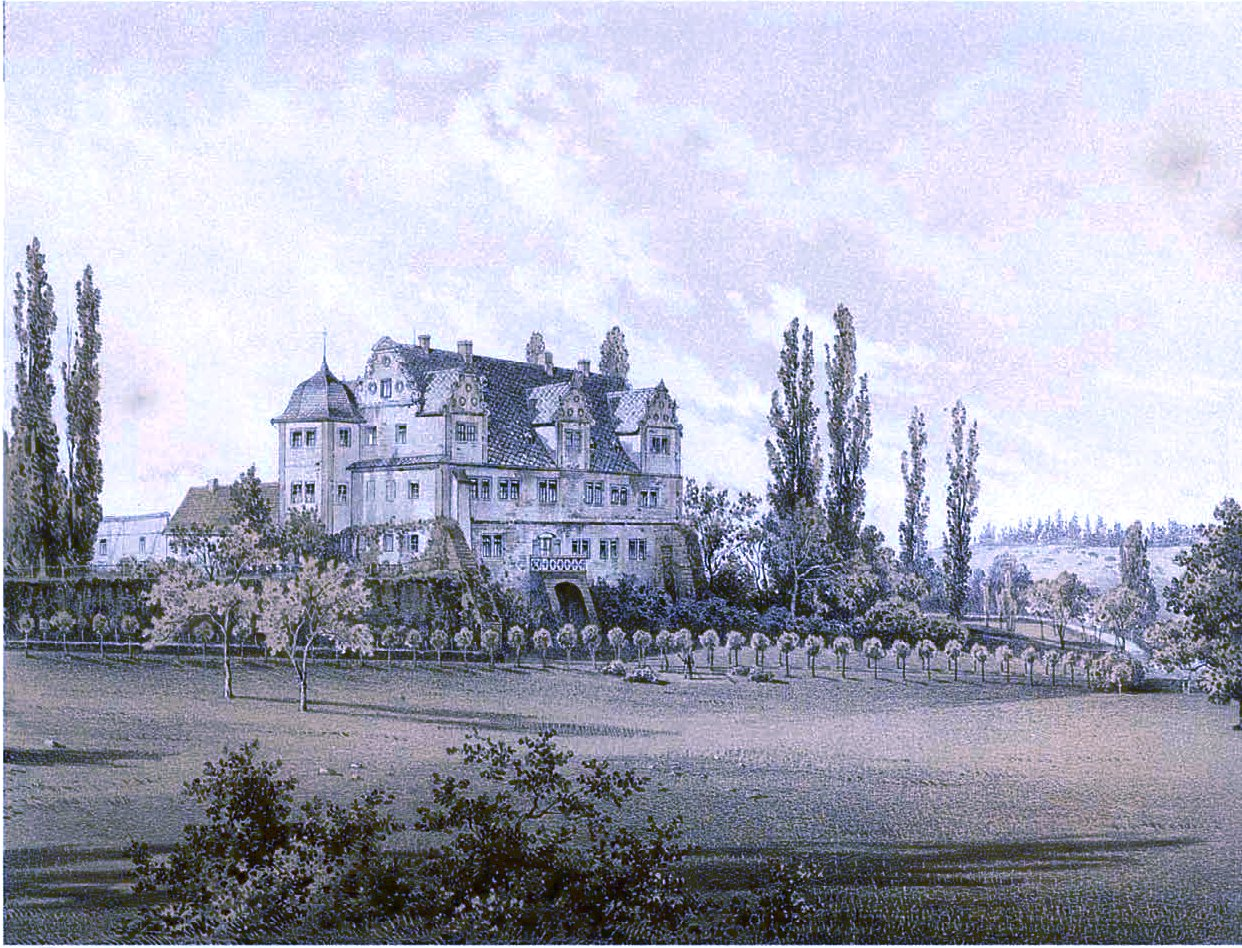
Palace Wernburg, around 1860, Edition by Alexander Duncker